# NHL Stenden Hogeschool

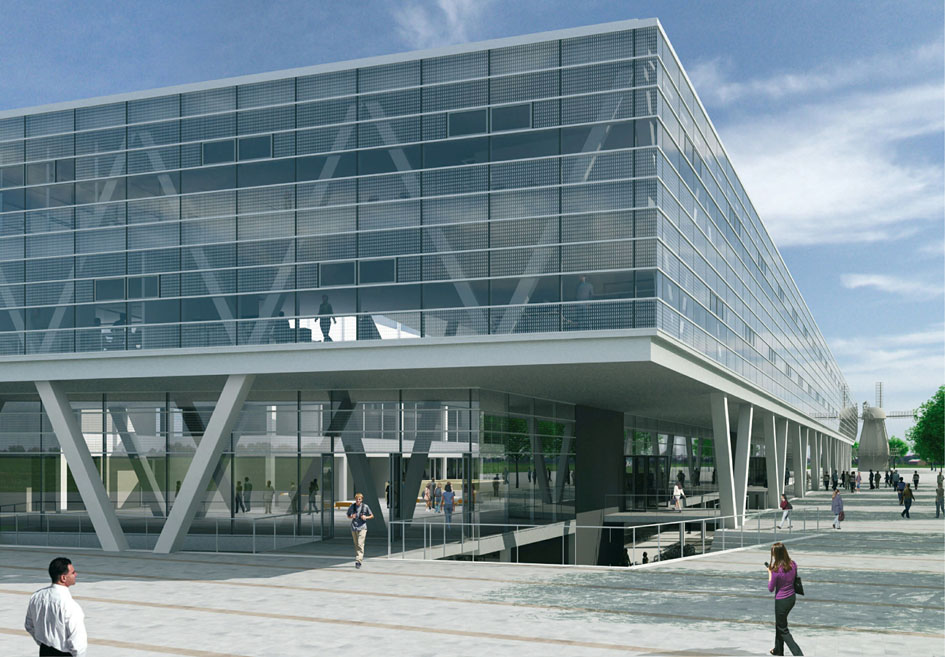
Voormalige hoofdlocatie van de NHL Hogeschool

NHL Stenden Hogeschool (internationale naam NHL Stenden University of Applied Sciences) is een onderwijsinstelling voor het hoger onderwijs met campussen in Nederland en in het buitenland. NHL Stenden Hogeschool is in 2018 ontstaan uit het samengaan van de NHL Hogeschool en Stenden Hogeschool. De hogeschool telt 23.795 studenten en 2.620 medewerkers.

## Geschiedenis
NHL Stenden Hogeschool is ontstaan door een fusie tussen NHL Hogeschool en Stenden Hogeschool. Op 1 januari 2018 vond de bestuurlijke fusie van de hogescholen plaats. Vanaf september 2018 startten de eerste studenten aan opleidingen van de hogeschool. Voorafgaand aan de fusie trad bestuursvoorzitter Leendert Klaassen in december 2017 af.

## Onderwijs
NHL Stenden Hogeschool biedt onderwijs volgens het onderwijsconcept Design Based Education. Dit onderwijsconcept is gebaseerd op design thinking. Het onderwijs gaat uit van cocreatie met het werkveld en de maatschappelijke omgeving. Studenten, docenten en onderzoekers werken in multidisciplinaire teams aan het oplossen van opdrachten uit het werkveld.
De onderwijslocaties in Nederland zijn in Assen, Emmen, Groningen, Leeuwarden, Meppel, West-Terschelling en Amsterdam. Daarnaast kunnen studenten via een zogeheten Grand Tour onderwijs volgen in Indonesië (Bali), Thailand (Bangkok) en Zuid-Afrika (Port Alfred).
De voormalige campus in Doha, Qatar werd opgericht in samenwerking met Al Faisel Holding van de miljardair Faisal Bin Qassim Al Thani die familie is van het Qatarese koningshuis en telde in 2019 280 studenten. Vanaf oktober 2018 deed de Onderwijsinspectie onderzoek naar misstanden op de campus. Sinds 2015 kampt de vestiging met corrupt personeel, hanteert het een gebrekkige administratie en er vindt tentamen- en examenfraude plaats waardoor studenten onterecht hun diploma kregen. In 2017 heeft het hogeschoolbestuur, onder leiding van voorzitter Leendert Klaassen, een brandbrief van drie examencommissies over de misstanden naast zich neergelegd. Hierin werd melding gemaakt van examinatoren die gevoelig zijn voor "druk van studenten, ouders, sponsors, management, en zelfs de Qatarese overheid”. In reactie op het onderzoek van de onderwijsinspectie verstrekt de hogeschool geen diploma's meer in Qatar en is de joint venture met de vestiging in Qatar beëindigd. In november 2020 maakte de Onderwijsinspectie het rapport over het onderwijs in Qatar openbaar. De conclusie van het herstelonderzoek luide dat de onderwijsinstelling voldoet aan de eisen in de wet- en regelgeving aangaande het onderwijs in het buitenland, de toelating van studenten uit Qatar en de rol van de examencommissies.

## Bestuur en organisatie
NHL Stenden Hogeschool heeft een Raad van Toezicht. Deze raad houdt toezicht op, adviseert, benoemt en ontslaat het College van Bestuur. Het College van Bestuur vormt het bestuur van de hogeschool. Hierin hebben zitting: Erica Schaper (voorzitter), Oscar Couwenberg en Marc Otto.

## Academies
NHL Stenden Hogeschool biedt bachelorsopleidingen, masteropleidingen, tweejarige associate degrees, cursussen en leergangen aan via veertien academies:
- Academie Primair Onderwijs
- Academie Vo & Mbo
- Academie Technology & Innovation
- Academie Commerce & International Business
- Academie Gezondheidszorg
- Academie Social Studies
- Academie Leisure & Tourism
- Academie Communication & Creative Business
- Academie ICT & Creative Technologies
- Academie Economics & Logistics
- Academie International Business Administration
- Maritiem Instituut Willem Barentsz
- Thorbecke Academie
- Stenden Hotel Management School

Maritiem Instituut Willem Barentsz, Thorbecke Academie en Stenden Hotel Management School zijn submerken van de hogeschool en communiceren onder hun eigen naam, met hun eigen logo en huisstijl.
De academies verzorgen samen ruim 150 opleidingen, ingedeeld in tien interessegebieden:
- bestuur en recht
- communicatie en media
- economie en management
- hotelmanagement
- ICT
- maritiem
- onderwijs
- techniek
- toerisme en vrije tijd
- zorg en welzijn

## Trivia
- Vanuit het lectoraat Duurzame Kunststoffen zijn nieuwe stoffen ontwikkeld die als inkt kunnen dienen voor 3D-printers. Het was het eerste wetenschappelijke artikel van de NHL Stenden Hogeschool en werd in 2018 gepubliceerd door The American Chemical Society.[8]
- NHL Stenden heeft in Leeuwarden sinds maart 2018 een gebedsruimte voor moslims, hindoes, boeddhisten en christenen in de voormalige oliemolen De Eendragt. De financiering ervan komt van de Protestantse Kerk in Nederland (60%), de Protestantse Gemeenten van Leeuwarden, Huizum en Goutum, de Doopsgezinde en de Vrije Evangelische Gemeente, en de hogeschool zelf.[9]